# 菱角山

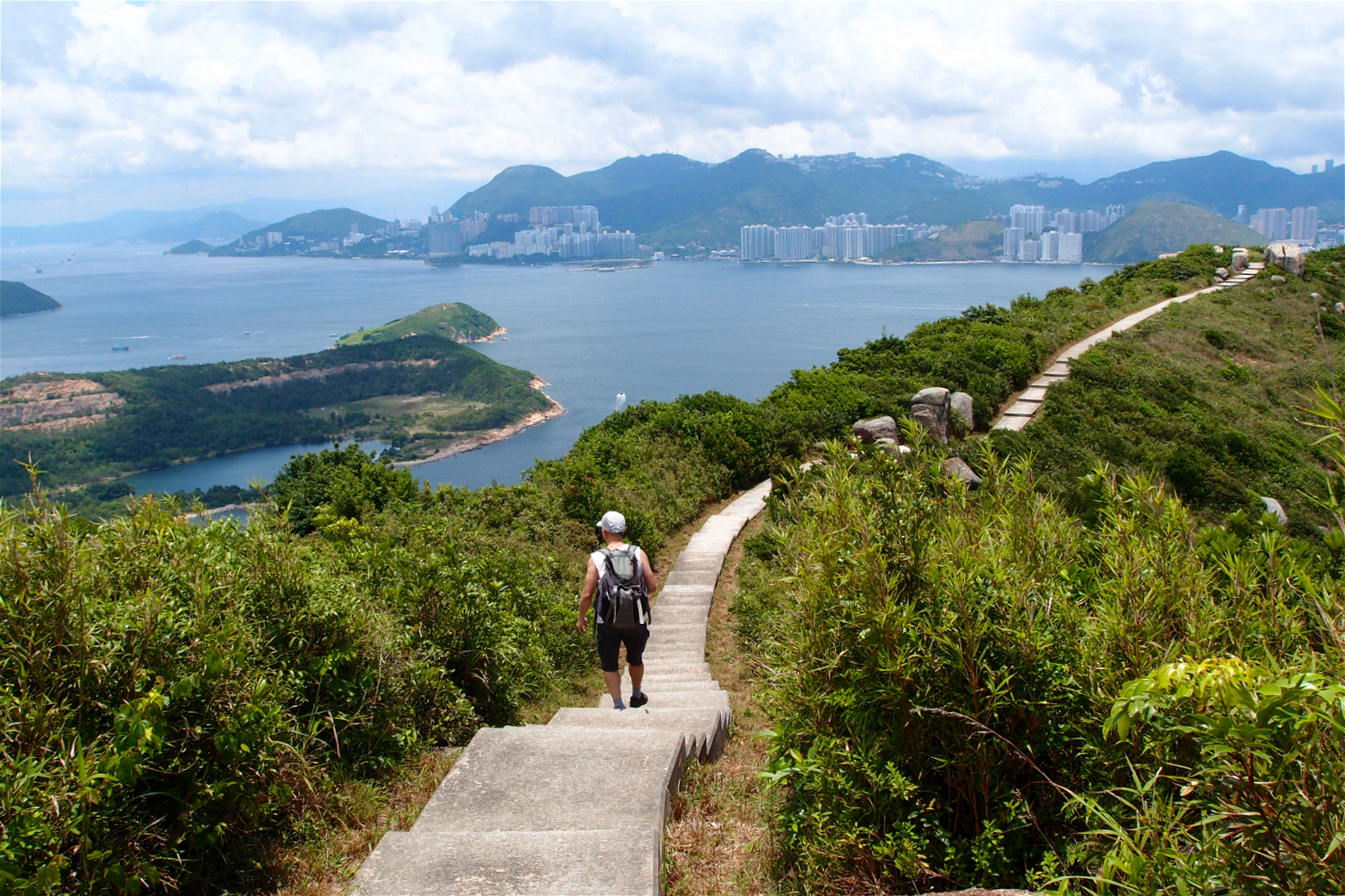
菱角山，面向港島南部

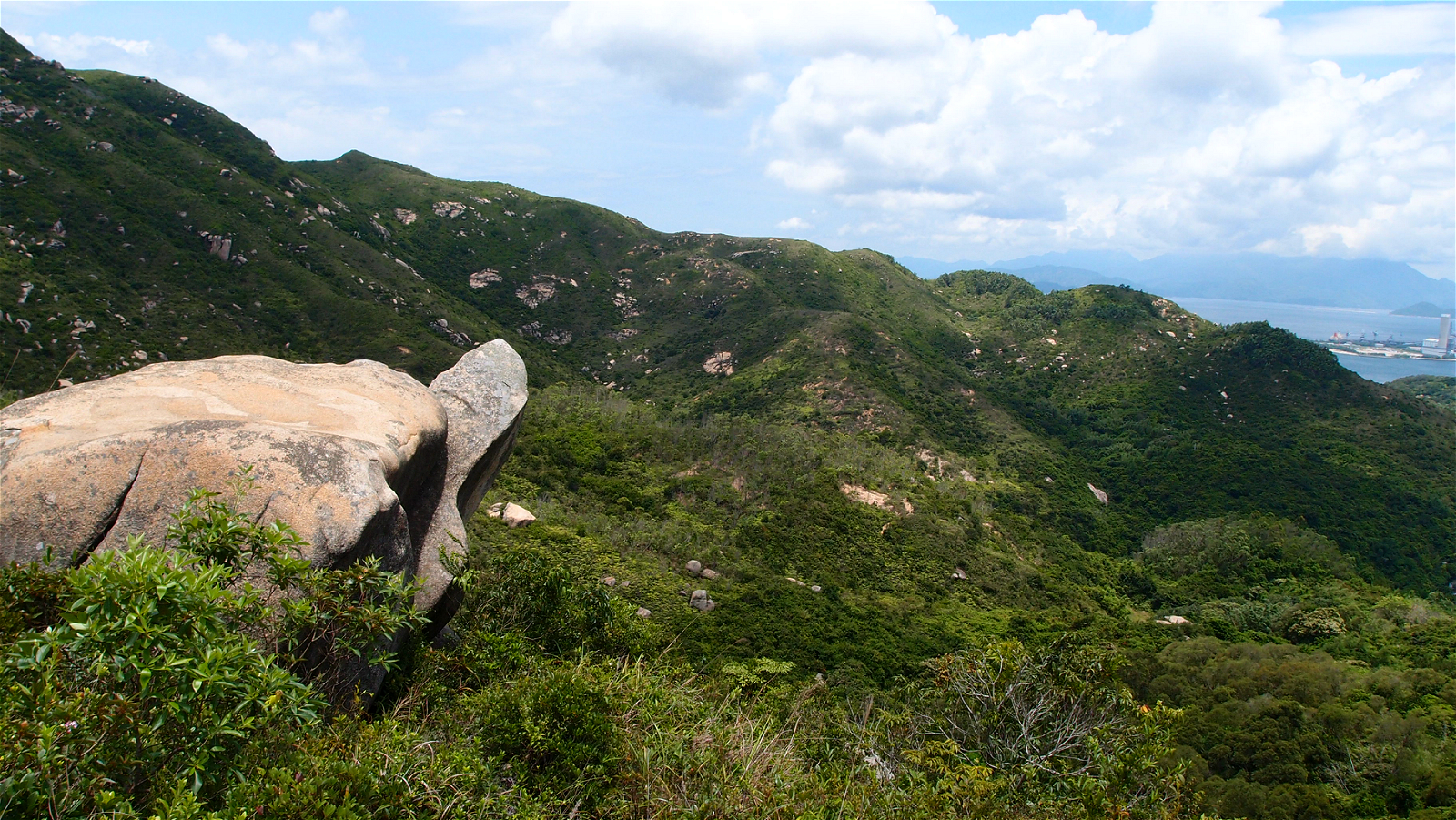
「靈龜石」

菱角山（英語：Ling Kok Shan）是香港的一個山峰，高250米，位於南丫島東部。
菱角山的西北面、東北面和東南面分別是索罟灣、模達灣和榕樹下／石排灣。有水泥小徑環繞山腰和跨越山脊。遊人可由索罟灣或模達灣起步。

由於山上有不少奇形怪石，包括有外形酷似卡通人物的米奇石及史諾比石，所以被遠足愛好者稱為「石景山」。

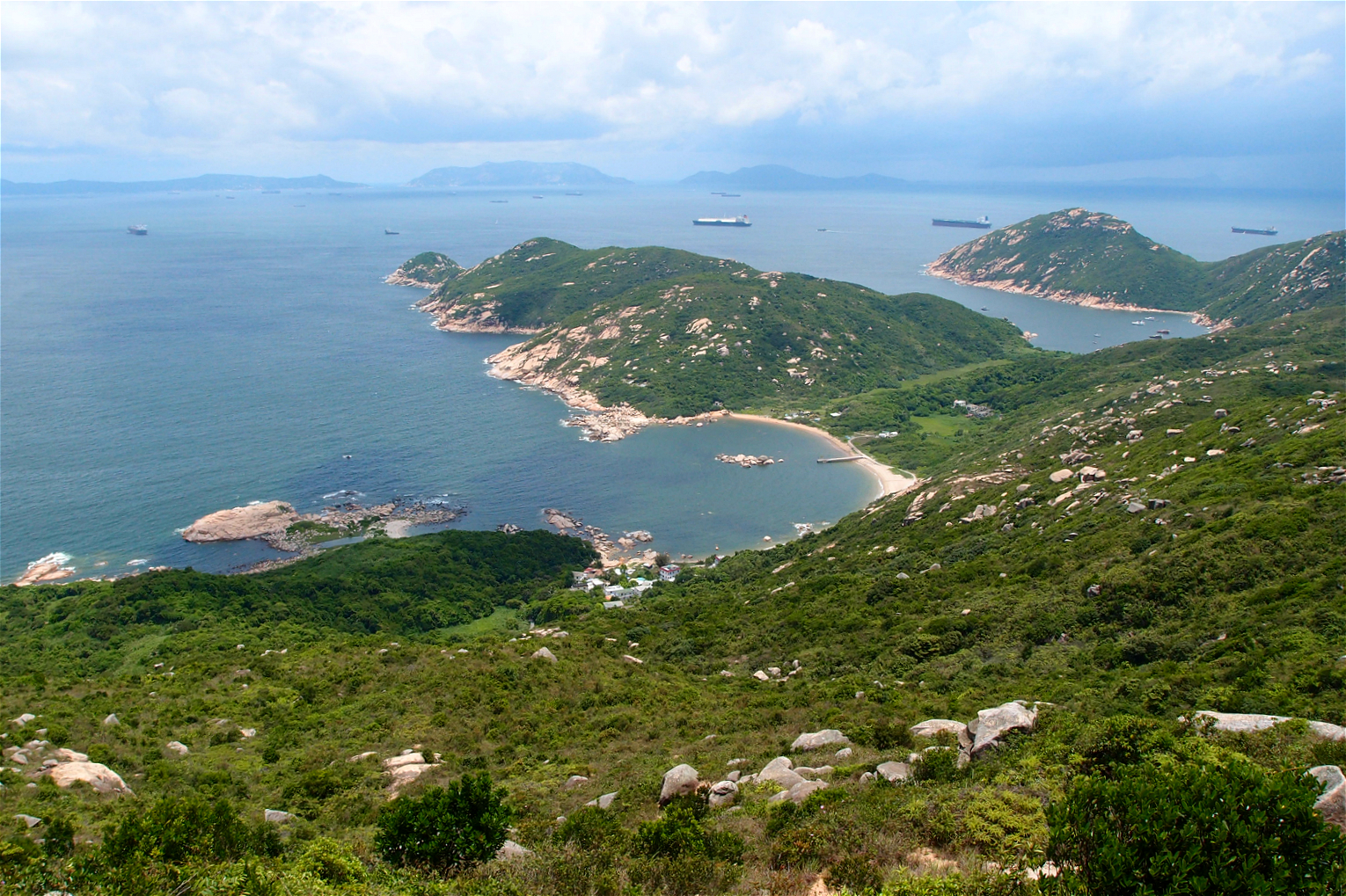
菱角山，面向深灣的圓角和大角

## 站外鏈結
- 越野雄心──南丫菱角山
- 遊南丫島菱角山　親米奇啜史諾比 （页面存档备份，存于）